# Per Johansson (fotbollsspelare född 1978)
Per Åke Lennarth "Texas" Johansson, född 6 maj 1978 i Värnamo, är en svensk före detta fotbollsspelare som spelade elitfotboll mellan åren 1998 och 2011. Johansson representerade Gais, Halmstads BK och Falkenbergs FF under karriären, varav 11 år i Allsvenskan. Han spelade framförallt som vänsterback men flyttades stundtals även upp som vänstermittfältare. 

## Klubbkarriär
Johanssons moderklubb är IFK Värnamo. Han spelade därefter för Tranås FF, vilka han lämnade för Gais 1998. Under sin första säsong i Gais spelade han 18 matcher i Division 2 samt två i Svenska cupen. Klubben blev uppflyttade och det var spel i Division I som gällde under säsongen 1999. Han spelade 15 matcher under säsongen samt tre matcher i Svenska cupen. Klubben slutade på kvalplats och Texas spelade i kvalmatchen till Allsvenskan mot Kalmar FF som Gais vann med 3–2.
Han gjorde allsvensk debut för Gais 2000. Efter säsongen, som innebar att Gais degraderades till Superettan, värvades han av Halmstads BK. Han gjorde seriedebut för HBK den 8 augusti 2002 mot IF Elfsborg. Totalt spelade han 235 matcher för klubben.
Den 10 december 2010 skrev han på för Superettan-klubben Falkenbergs FF.

## Övrigt
Johansson var under flera år spelarkrönikör i fotbollsmagasinet Offside. Han skrev tidigare i Expressen om Superettan och svensk fotboll. Idag arbetar Johansson med marknadsföring och försäljning för Halmstads BK.